# لئونید هورونتس
لئونید کاراخانی هورونتس (آوانسوف) (ارمنی: Լեոնիդ Կարախանի Հուրունց (Ավանեսով) زادهٔ  ۷ ژانویهٔ ۱۹۱۳ - درگذشته ۲۱ نوامبر ۱۹۸۹)، نویسنده و نثرنویس اهل ارمنستان بود.

## زندگی‌نامه
وی در ۷ ژانویهٔ ۱۹۱۳ در نورشن به دنیا آمد و در سال ۱۹۴۱ از دانشگاه دولتی باکو فارغ‌التحصیل شد. وی از سال ۱۹۳۹ عضو اتحادیه نویسندگان اتحاد شوروی بود وی همچنین برندهٔ جوایزی همچون نشان پرچم سرخ کار و مدال دفاع از قفقاز شده‌است. وی در ۲۱ نوامبر ۱۹۸۹ در سن ۷۶ سالگی در ایروان درگذشت.

## نگارخانه

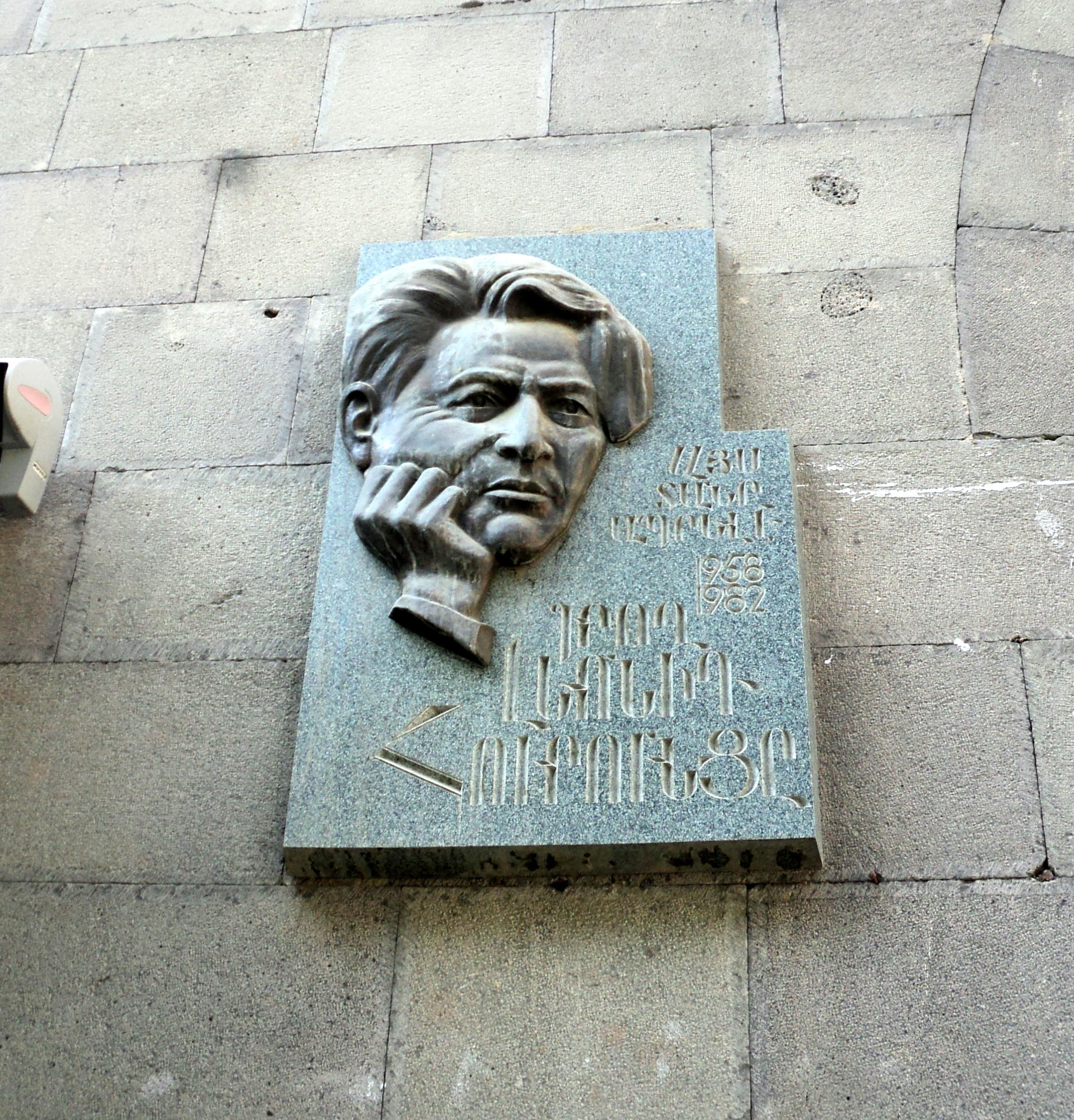
پلاک یادبود